# Юзефа Дашкевич-Губицька
Юзефа Дашкевич-Губицька (нар. 23 вересня 1915, Херсон — 28 липня 1988, Люблін, Польща) — польська ентомолог, диптеролог.

## Життєпис
Юзефа навчалася в Кременецькому ліцеї, який закінчила в 1935 році, отримавши диплом вчителя початкових класів. Влаштувалася на роботу вчителем у початковій школі в Дубно, а згодом у Краску. Вона розвинула свій інтерес до природи, і в 1937—1939 роках закінчила (заочно) Курс вищої підготовки вчителів з природничих предметів. У 1944 році переїхала до міста Пулави, де працювала в Інституті сільського господарства асистентом. У 1945—1950 роках навчалася на факультеті математики та природничих наук університету Марії Кюрі-Склодовської (УМКС) в Любліні, одночасно працюючи викладачем у люблінських середніх школах. Після закінчення навчання Юзефа почала працювати на кафедрі зоології Інституту біології Університету Марії Кюрі-Склодовської, де працювала до 1986 року.
Померла Дашкевич-Губицька у 1988 році, її поховали на кладовищі за адресою вул. Ліпова в Любліні.
Юзефа Дашкевич-Губицька здобула ступінь доктора в університеті Марії Кюрі-Склодовської (у 1959 р.), габілітувалась (у 1970 р.) і стала доцентом у 1971 р..

## Наукова діяльність
Її наукові інтереси були зосереджені на систематиці, фауністиці, біоморфології і порівняльній анатомії мохнатих і дзюрчалок. Вона також вивчала дихальний метаболізм комах.
В доробку Дашкевич-Губицької 50 публікацій, у тому числі 17 оригінальних наукових праць, найважливішими з яких є: «Національний вид роду MeromyzaMG. (Diptera, Chloropidae)», «Новий вид роду DicraeusLW. (Diptera, Chloropidae) в Польщі» та «Нові види роду MeromyzaMG. (Diptera, Chloropidae) в Польщі». Дашкевич-Губицька першою описала шість видів.

## Ненаукова діяльність
Дашкевич-Губицька організувала 6-річні заочні біологічні дослідження в університету Марії Кюрі-Склодовської. Розробила програму методики викладання біології, співпрацювала з Люблінською шкільною радою з питань підготовки вчителів біології. Юзефа Дашкевич-Губицька була науковим керівником 78 магістерських робіт.
Вона також була головою Люблінської філії Польського зоологічного товариства, була активною в інших наукових організаціях.

## Нагороди та відзнаки[2]
Юзефа Дашкевич-Губицька отримала такі відзнаки та нагороди:
- Лицарський орден Відродження Польщі (1983 р.)
- Золотий хрест заслуги (1973 р.)
- Медаль УМКС «Наука в народній службі» (1975)
- Медаль Національного комітету з освіти (1980 р.)
- Премія Міністерства науки та вищої освіти (1985 р.)
- Звання заслуженого вчителя Польської Народної Республіки[1]